# هونول (کانزاس)
هونول (به انگلیسی: Hunnewell) شهری در ایالت کانزاس کشور ایالات متحده آمریکا است که جمعیت آن در سرشماری سال ۲۰۱۰ میلادی، ۶۷ نفر بوده‌است.